# Barry Pederson
Barry Alan Pederson, född 13 mars 1961 i Big River, är en kanadensisk före detta professionell ishockeyforward som tillbringade tolv säsonger i den nordamerikanska ishockeyligan National Hockey League (NHL), där han spelade för ishockeyorganisationerna Boston Bruins, Vancouver Canucks, Pittsburgh Penguins och Hartford Whalers. Han producerade 654 poäng (238 mål och 416 assists) samt drog på sig 472 utvisningsminuter på 701 grundspelsmatcher. Han spelade också för Maine Mariners i American Hockey League (AHL) och Victoria Cougars i Western Canadian Hockey League (WCHL)/Western Hockey League (WHL).
Pederson draftades av Boston Bruins i första rundan i 1980 års draft som 18:e spelare totalt.
Efter den aktiva spelarkarriären arbetar han inom finansbranschen och arbetat åt arbetsgivare som Barclays och Morgan Keegan. Sedan 2014 arbetar han för UBS.
Pederson är kusin till den före detta ishockeyspelaren Brian Skrudland som spelade själv i NHL och vann två Stanley Cup.

## Statistik
| 1976–1977  | Nanaimo Clippers    | BCJHL      | 66  | 44  | 74  | 118 | 31  | —  | —  | —  | —  | —  |
| 1977–1978  | Nanaimo Clippers    | BCJHL      | 63  | 51  | 102 | 153 | 68  | —  | —  | —  | —  | —  |
|            | Victoria Cougars    | WCHL       | 3   | 1   | 4   | 5   | 2   | —  | —  | —  | —  | —  |
| 1978–1979  | Victoria Cougars    | WHL        | 72  | 31  | 53  | 84  | 41  | —  | —  | —  | —  | —  |
| 1979–1980  | Victoria Cougars    | WHL        | 72  | 52  | 88  | 140 | 50  | 16 | 13 | 14 | 27 | 31 |
| 1980–1981  | Boston Bruins       | NHL        | 9   | 1   | 4   | 5   | 6   | —  | —  | —  | —  | —  |
|            | Victoria Cougars    | WHL        | 55  | 65  | 82  | 147 | 65  | 15 | 15 | 21 | 36 | 10 |
| 1981–1982  | Boston Bruins       | NHL        | 80  | 44  | 48  | 92  | 53  | 11 | 7  | 11 | 18 | 2  |
| 1982–1983  | Boston Bruins       | NHL        | 77  | 46  | 61  | 107 | 47  | 17 | 14 | 18 | 32 | 21 |
| 1983–1984  | Boston Bruins       | NHL        | 80  | 39  | 77  | 116 | 64  | 3  | 0  | 1  | 1  | 2  |
| 1984–1985  | Boston Bruins       | NHL        | 22  | 4   | 8   | 12  | 10  | —  | —  | —  | —  | —  |
| 1985–1986  | Boston Bruins       | NHL        | 79  | 29  | 47  | 76  | 60  | 3  | 1  | 0  | 1  | 0  |
| 1986–1987  | Vancouver Canucks   | NHL        | 79  | 24  | 52  | 76  | 50  | —  | —  | —  | —  | —  |
| 1987–1988  | Vancouver Canucks   | NHL        | 76  | 19  | 52  | 71  | 92  | —  | —  | —  | —  | —  |
| 1988–1989  | Vancouver Canucks   | NHL        | 62  | 15  | 26  | 41  | 22  | —  | —  | —  | —  | —  |
| 1989–1990  | Vancouver Canucks   | NHL        | 16  | 2   | 7   | 9   | 10  | —  | —  | —  | —  | —  |
|            | Pittsburgh Penguins | NHL        | 38  | 4   | 18  | 22  | 29  | —  | —  | —  | —  | —  |
| 1990–1991  | Pittsburgh Penguins | NHL        | 46  | 6   | 8   | 14  | 21  | —  | —  | —  | —  | —  |
| 1991–1992  | Hartford Whalers    | NHL        | 5   | 2   | 2   | 4   | 0   | —  | —  | —  | —  | —  |
|            | Boston Bruins       | NHL        | 32  | 3   | 6   | 9   | 8   | —  | —  | —  | —  | —  |
|            | Maine Mariners      | AHL        | 14  | 5   | 13  | 18  | 6   | —  | —  | —  | —  | —  |
| NHL totalt | NHL totalt          | NHL totalt | 701 | 238 | 416 | 654 | 472 | 34 | 22 | 30 | 52 | 25 |
| WHL totalt | WHL totalt          | WHL totalt | 202 | 149 | 227 | 376 | 158 | 31 | 28 | 35 | 63 | 41 |

### Internationellt
| Källa:        | Källa:        | Källa:        |         | Utv = Utvisningsminuter | Utv = Utvisningsminuter | Utv = Utvisningsminuter | Utv = Utvisningsminuter | Utv = Utvisningsminuter |
| År            | Lag           | Mästerskap    | Matcher | Mål                     | Assists                 | Poäng                   | Utv                     |                         |
| ------------- | ------------- | ------------- | ------- | ----------------------- | ----------------------- | ----------------------- | ----------------------- | ----------------------- |
| 1987          | Kanada        | VM            | 10      | 2                       | 3                       | 5                       | 2                       |                         |
| Senior totalt | Senior totalt | Senior totalt | 10      | 2                       | 3                       | 5                       | 2                       |                         |